# Nescio (Da van Daalen)
Nescio is een artistiek kunstwerk in Amsterdam-Centrum.
Het bestaat uit een reliëf uit 2008 gemaakt door Da van Daalen voor Het Nesciohuis aan de Sarphatistraat 252-366 in Amsterdam. Vanaf 1870 was in dat gebouw het Rijks Militair Hospitaal gevestigd, vanaf 1929 het Nederlands Kanker Instituut en het Antoni van Leeuwenhoek Ziekenhuis. Die vertrokken eind jaren zeventig naar een locatie in Slotervaart. Het gebouw stond enige tijd leeg, en werd midden jaren tachtig omgebouwd tot appartementencomplex en kreeg de naam Het Nesciohuis. Samen met de bewoners liet Woningstichting De Key het reliëf plaatsen. Van Daalen had een jaar eerder een Nesciopenning gemaakt voor de Vereniging voor Penningkunst.

De naamgeving is gebaseerd op een zin uit De uitvreter van schrijver Nescio: 
Behalve den man, die de Sarphatistraat de mooiste plek van Europa vond, heb ik nooit een wonderlijker kerel gekend dan den uitvreter.